# ランジェリーボウル
ランジェリーボウル（Lingerie Bowl）はスーパーボウルのハーフタイムに合わせてぶつけられる下着姿の女性選手によるインドアフットボールの試合。2004年の第38回スーパーボウル当日に初めて開催された。

## 概説
このイベントはペイ・パー・ビューによって放送され世界中の数百万人が視聴すると見られている。試合形式は7人制のフルコンタクトのアメリカンフットボールで選手はショーツやスポーツブラ、防具を身に着けてプレーする。
ハーフタイムにはこれまでウィラ・フォード、ジェニー・マッカーシー、デニス・ロッドマン、チンギー、エリック・ディッカーソン、ローレンス・テイラー、シンディ・マーゴリス、トレイシー・ビンガム、ジム・マクマーンなどの何人ものセレブや全米で人気のあるアーティスト、元NFL選手などが登場している。
2009年に始まる第7回ランジェリーボウル（Lingerie Bowl VII (2010)）からのリーグ名は、ランジェリー・フットボール・リーグ（略称は、LFL）。2013年からレジェンズ・フットボール・リーグ（略称は同じく、LFL）に改称され、大会名もランジェリーボウルからレジェンズ・カップ（Legends Cup）に変更された。

## 記録
ランジェリーボウル 第1回 - 第9回（2004–2012）
第1回大会はチームドリームがチームユーフォリアを6-0で破った。
第2回大会はロサンゼルス・テンプテイションがニューヨーク・ユーフォリアを破った。
第3回大会はニューヨーク・ユーフォリアがロサンゼルス・テンプテイションを13-12で破った。
2007年の第4回大会、2008年の第5回大会は中止となった。第6回大会は2009年1月31日にフロリダ州パスコ郡のヌーディストリゾートでマイアミ・カリエンテとタンパ・ブリーズの対戦が予定されていたが、ヌーディストがテレビに映ろうとするおそれがあるとして、大会は中止となった。
第7回大会は、2010年2月6日にフロリダ州ハリウッドのリゾートで、前年9月から毎週金曜日に開催されたランジェリー・フットボール・リーグのイースタン、ウェスタンカンファレンスの優勝チームの間で行われ、ウェスタン・カンファレンス代表のロサンゼルス・テンプテイションとイースタン・カンファレンス代表のシカゴ・ブリスがマイアミ対戦しロサンゼルスが27-14で番狂わせを演じて勝利した。この試合はインターネットで放送されたがサーバートラブルが起きた。
第8回大会はネバダ州ラスベガスのトーマス&マック・センターで開催され、ロサンゼルス・テンプテイションがフィラデルフィア・パッションを26-25で破った。この試合にはおよそ3000人の観客が入場した。また前年の反省からインターネット放送ではなく、ペイパービューで放送された。
第9回大会は2012年2月5日に開催されロサンゼルス・テンプテイションがフィラデルフィア・パッションを28-6で破った。
翌2013年からの大会名は、レジェンズ・カップ。